# Type 38 (cannone 100 mm)
Il cannone da 10 cm Type 38 (三八式十糎加農砲?, Sanhachishiki Jissenchi kanonhō) era un cannone campale usato dall'Esercito imperiale giapponese durante la prima guerra mondiale, la seconda guerra sino-giapponese e la seconda guerra mondiale; dal 1941 venne comunque relegato, per obsolescenza, al servizio di seconda linea. Era una copia su licenza di un pezzo Krupp del 1905. Il nome era dovuto all'anno di adozione da parte dell'Esercito imperiale, il 38º di regno dell'imperatore Meiji, cioè il 1905.

## Storia

### Sviluppo e produzione
L'interesse dello stato maggiore generale dell'Esercito imperiale giapponese per il pezzo campale tedesco Krupp da 105 mm risale al novembre 1904, al culmine della guerra russo-giapponese. Poiché negli anni 1890 la produzione navale era la priorità giapponese, le infrastrutture tecniche e industriali per la produzione di armi di medio e grosso calibro erano riservate alla Marina imperiale giapponese; di conseguenza l'esercito dovette rivolgersi al mercato estero e importò i primi 20 pezzi direttamente dalla Germania. le successive unità furono prodotte su licenza in Giappone dall'Arsenale dell'esercito di Osaka, dal 1907 sotto la direzione del progettista e generale dell'esercito Arisaka Nariakira. Il pezzo giunse ai reparti di prima linea a partire dal 1911.

### Derivati
Dopo l'esperienza della prima guerra mondiale, il cannone venne migliorato nella versione Type 38 C, con canna allungata ed affusto modificato per consentire un più alto angolo di tiro. Questa versione modificata era già obsoleta all'inizio della seconda guerra sino-giapponese, ma continuò a servire nelle unità di riserva ed in quelle di seconda linea fino alla resa del Giappone nel 1945.
Nel 1914 la Russia zarista ordinò 120 Type 38 camerati per la munizione russa da 107 mm in uso con il 107 mm M1910. Questo "cannone giapponese da 107 mm M1905" (in russo 107-мм японская пушка обр. 1905 г.) o "cannone giapponese da 42 linee M1905" (42-линейная японская пушка обр. 1905 г.) o semplicemente "107 mm M1905"  rimase in servizio anche con l'Armata Rossa fino alla seconda guerra mondiale (nel 1936 erano ancora in servizio 88 cannoni).

### Impiego operativo
Il Type 38 ebbe il battesimo del fuoco nell'assedio di Tsingtao in Cina durante la Grande Guerra. In seguito venne impiegato dalle unità di seconda linea dello stato fantoccio del Manchukuo e nelle varie campagne nella Cina continentale durante la seconda guerra sino-giapponese, negli anni trenta. A causa della sua obsolescenza, non venne schierato contro gli Alleati nei teatro del Pacifico. Alcuni pezzi furono assegnati alle batterie di artiglieria costiera nella penisola di Bōsō e nella baia di Tokyo, contro un eventuale sbarco alleato sulle isole giappones.
Le armi catturate dai cinesi durante la seconda guerra sino-giapponese o abbandonate in Cina dopo la resa del Giappone furono immesse in servizio sia dall'Esercito nazionalista del Kuomintang che dall'Esercito Popolare di Liberazione dei comunisti cinesi, durante la guerra civile cinese.

## Tecnica
Il cannone campale da 105 mm Type 38 aveva un'impostazione tradizionale per l'epoca, con il solito affusto a coda unica ed i caratteristici sedili per i serventi sulla parte frontale dello scudo. Il sistema di rinculo era del tipo idraulico a molla. La canna montava un otturatore a vite interrotta. Lo scudo era spesso 15,8 mm. Il pezzo doveva essere trainato come pezzo unico da un tiro di 4 pariglie di cavalli o da un trattore d'artiglieria.
Il Type 38 impiegava munizioni ad alto esplosivo, perforanti, shrapnel, incendiari, a caricamento chimico, illuminanti e fumogeni.